# Wervin
Wervin – wieś w Anglii, w hrabstwie ceremonialnym Cheshire, w dystrykcie (unitary authority) Cheshire West and Chester. Leży 6 km na północ od miasta Chester i 268 km na północny zachód od Londynu. W 2001 miejscowość liczyła 118 mieszkańców.